# Aicha Yelena
Aicha Yelena, est une actrice tchadienne. Elle est connue pour son rôle dans Bye-bye Africa, le film de Mahamat Saleh Haroun. 

## Filmographie
- 1999 : Bye-bye Africa de Mahamat Saleh Haroun